# 103 Девы
103 Девы (лат. 103 Virginis), HD 125817 — двойная звезда в созвездии Девы на расстоянии приблизительно 373 световых лет (около 114 парсек) от Солнца. Визуальная звёздная величина звезды — +6,823m. Возраст звезды определён как около 903 млн лет.

## Характеристики
Первый компонент — белая звезда спектрального класса A2, или A5IV-V. Масса — около 1,935 солнечной, радиус — около 2,345 солнечного, светимость — около 15,77 солнечной. Эффективная температура — около 7977 K.
Второй компонент — коричневый карлик. Масса — около 43,66 юпитерианской. Удалён в среднем на 1,889 а.е..